# Le Meix-Saint-Epoing

Le Meix-Saint-Epoing este o comună în departamentul Marne, Franța. În 2009 avea o populație de 252 de locuitori.